# پیز آلپتا (آلپ‌های لپونتین)
پیز آلپتا (به لاتین: Piz Alpetta) یک کوه در سوئیس است که در کانتون گراوبوندن واقع شده‌است. پیز آلپتا ۲٬۸۴۵ متر بالاتر از سطح دریا واقع شده‌است.